# Tipula moesta
Tipula moesta är en tvåvingeart som beskrevs av Riedel 1919. Tipula moesta ingår i släktet Tipula och familjen storharkrankar. Arten är reproducerande i Sverige.

## Underarter
Arten delas in i följande underarter:
- T. m. moesta
- T. m. chonsaniana